# Bail Organa
Bail Organa és un personatge fictici de la sèrie La guerra de les Galàxies.
Fou representant del Planeta Alderaan en el Senat Galàctic (Galactic Senate), amic de la Senadora Padmé Amidala i Opositor a l'Imperi Galàctic. Amb la seva esposa, Breha Organa va adoptar Leia Organa, filla de Padmé Amidala i Anakin Skywalker després de la mort de la primera. Aquesta mai va saber res sobre els seus veritables pares, i Anakin (convertit secretament en Darth Vader) tampoc van saber res de la seva filla. Va morir en una demostració de força del Grand Moff Tarkin, quan l'Estrella de la mort va destruir el seu planeta nadiu.
El personatge ha estat interpretat per Jimmy Smits als Episodis II-III, Rogue One i Obi-Wan Kenobi, i va ser doblat en l'original per Phil LaMarr a The Clone Wars, Rebels, Tales of the Jedi i The Bad Batch. Va aparèixer per primera vegada a L'atac dels clons, interpretat per Jimmy Smits, tot i que apareixia en escenes retallades de The Phantom Menace, on era interpretat per Adrian Dunbar, amb el personatge de Dunbar modificat en un personatge separat anomenat Bail Antilles.